# 3731-es mellékút (Magyarország)
A 3731-es számú mellékút egy rövid, alig több, mint 2,5 kilométeres hosszúságú, négy számjegyű mellékút Borsod-Abaúj-Zemplén vármegye keleti részén; lényegében Tállya egyik belső útja. Korábban a mai 39-es főút elődjének e település belterületén átvezető szakasza volt; azóta visel mellékúti besorolást és önálló útszámozást, amióta a főút itteni elkerülő szakaszát forgalomba helyezték.

## Nyomvonala
A 39-es főútból ágazik ki, annak a 17+450-es kilométerszelvénye közelében, Tállya belterületének északnyugati szélétől alig néhány lépésre, de még külterületek között, délkeleti irányban. Előbb a község Bányatelep nevű településrésze mellett halad el, majd rövidesen beér az ófaluba is, a Rákóczi út nevet felvéve. A központban, 1,6 kilométer után kiágazik belőle délnyugat felé a 37 307-es számú mellékút, mely a Szerencs–Hidasnémeti-vasútvonal Tállya vasútállomását szolgálja ki; ezt követően elhalad a település katolikus temploma és a Maillot-kastély mellett, ami után délebbnek fordul. Nagyjából 2,2 kilométer után kilép a lakott területek közül és kevéssel ezt követően véget is ér, visszatorkollva a 39-es főútba, annak a 20+300-as kilométerszelvénye közelében. Ugyanott ér véget, az ellenkező irányból becsatlakozva, a Szerencstől Tállyáig húzódó 3712-es út.
Teljes hossza, az országos közutak térképes nyilvántartását szolgáló kira.kozut.hu adatbázisa szerint 2,640 kilométer.

## Története
1934-ben a kereskedelem- és közlekedésügyi miniszter 70 846/1934. számú rendelete a teljes hosszában harmadrendű főúttá nyilvánította, az Encs-Mád közti, akkori 341-es főút részeként.